# ويليام إس. ماينارد
ويليام إس. ماينارد (بالإنجليزية: William S. Maynard)‏ هو سياسي أمريكي، ولد في 25 أبريل 1802، وتوفي في 18 يونيو 1866.
1. ↑   https://politicalgraveyard.com/bio/maynard.html#574.49.65. {{استشهاد ويب}}: |url= بحاجة لعنوان (مساعدة) والوسيط |title= غير موجود أو فارغ (من ويكي بيانات) (مساعدة)